# 義大利語文學
意大利語文學（義大利語：Letteratura italiana）就是以意大利語書寫的文學，多數於意大利完成。它亦指由意大利人或在意大利以其他語言書寫的文字，它們都接近意大利語。但丁的《神曲》被認為是意大利文学中最优秀的作品，同时也是最经常被引用、眾所皆知的作品。

## 早期中世紀的拉丁語著作

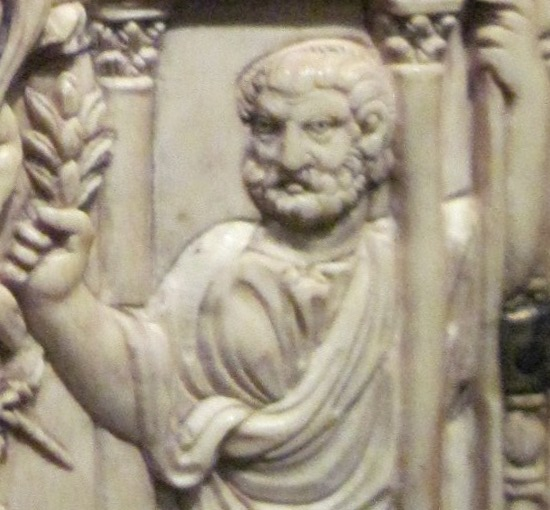
有关叙马库斯的文物

隨著西羅馬帝國的衰亡，拉丁語傳統被一些作家，如作家卡西奥多罗斯、波愛修斯和敘馬庫斯保留。自由藝術在狄奧多里克統治下在拉文納蓬勃發展，哥德國王找來一些修辭學和語法的專家教導他們。一些業外人士學校仍留在意大利，並指出學者，包括麥格納思-菲利克思-恩諾狄歐思（Magnus Felix Ennodius ，一異教詩人） 、阿拉塔( Arator )、 福蒂納圖斯、語法家菲力克斯、比薩之彼得、保利努斯之阿魁利爾。
宗教文學在義大利中古文學中佔有重要位置，最初大多是拉丁文聖徒傳、祈禱文、宗教故事、宗教儀式中演唱的聖歌。隨後興起的宗教異端運動和城市市民的鬥爭，在宗教文學中得到了反映。聖芳濟谷的《太陽兄弟的讚歌》號召萬物共同讚美上帝，感情真摯，語言樸素簡練。雅科波內·達·托迪的《讚歌》宣揚基督的受難，斥責教會的腐化，在一定程度上反映了現實生活和人民的情緒。中世紀的民間文學和城市文學常常受到宗教文學的影響。 
義大利人民長期創作口頭文學，在民間眾口相傳。法國英雄史詩、傳說的傳入，促進了義大利民間文學的發展。在教會的敵視下，民間文學的作品只有很小一部分流傳下來，其中如13世紀前半葉西西里詩人丘洛·德·阿爾卡莫的《芬芳的鮮玫瑰》，以生動活潑的語言，反映了人民生活的思想。中世紀後期，產生一些反映城市政治生活的民間詩歌。中世紀宗教文學、城市文學和文藝復興時期文學的成就與民間文學有所聯結。 
義大利最早的文人詩歌是13世紀前半葉神聖羅馬帝國皇帝腓特烈二世的西西里詩派抒情詩。這一詩派繼承普羅旺斯詩歌的傳統，以愛情為主題，使用典雅化的西西里方言，運用複雜的格律，對義大利文學用語的形成影響深遠，具有歷史意義。這個詩派最著名的詩人是賈科米諾·普利艾塞和雅科波·達·連蒂尼，後者相傳是十四行詩體的開創者。西西里王國於1268年為法國安茹伯爵查理所奪，義大利文學中心北移到托斯卡納。
記事散文、科學文藝著作、教諭作品和市民故事在中世紀城市流行。布魯內托·拉蒂尼的《寶庫》（1260～1266）是義大利第一部百科全書式的作品，反映城市公社對科學、文化的重視。《古代故事百篇》歌頌市民的聰明機智，具有鮮明的反封建、反教會的特點。馬可波羅遊記是歐洲第一部介紹中國和東方文明的散文作品，產生深遠影響。

## 文藝復興

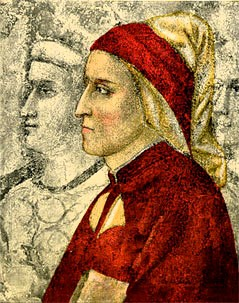
但丁

文藝復興最先在義大利出現，但丁為核心人物之一。但丁早年代表作是抒情詩集《新生》，後來參加佛羅倫薩的政治鬥爭，長期的流放生活加深了他對義大利面臨的重大社會政治問題的認識。但丁在《饗宴》 、《論俗語》、《帝制論》三部著作中，批判神權說和封建觀念，闡發政治、文化主張。 
《神曲》以深邃的思想內容和精湛的藝術技巧，廣泛地反映出義大利從封建關係向資本主義關係過渡時期的社會政治變革和各個領域的現實生活，表達人民反對封建、教會的情緒，對古今文化作了精闢的論述和總結，鮮明地提出了新時代的人文主義思想。《神曲》為文藝復興文學的發展開拓道路，使但丁成為人文主義的先驅，義大利和歐洲文學史上繼往開來的偉大詩人。 

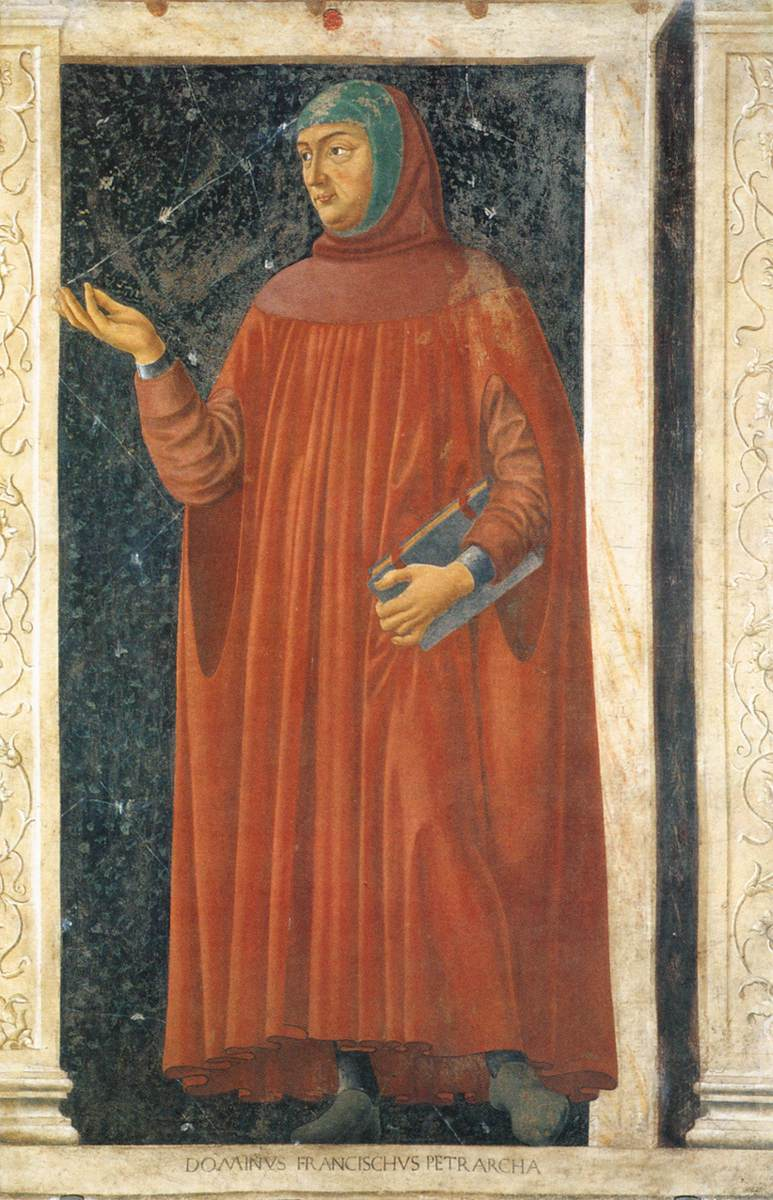
弗朗切斯科·彼得拉克

弗朗切斯科·彼特拉克是人文主義觀點研究古典文化的代表，對義大利和歐洲文藝復興產生影響。他的抒情詩歌《歌集》以愛情為主題，反映出人文主義者否定中世紀道德觀念、熱愛生活的新世界觀。他突破中世紀詩歌的框框，善於描繪人物內在的感情，使愛情詩具有現實的內容。彼特拉克的抒情詩是歐洲近代抒情詩先河，確定十四行詩在歐洲詩歌的重要地位。 

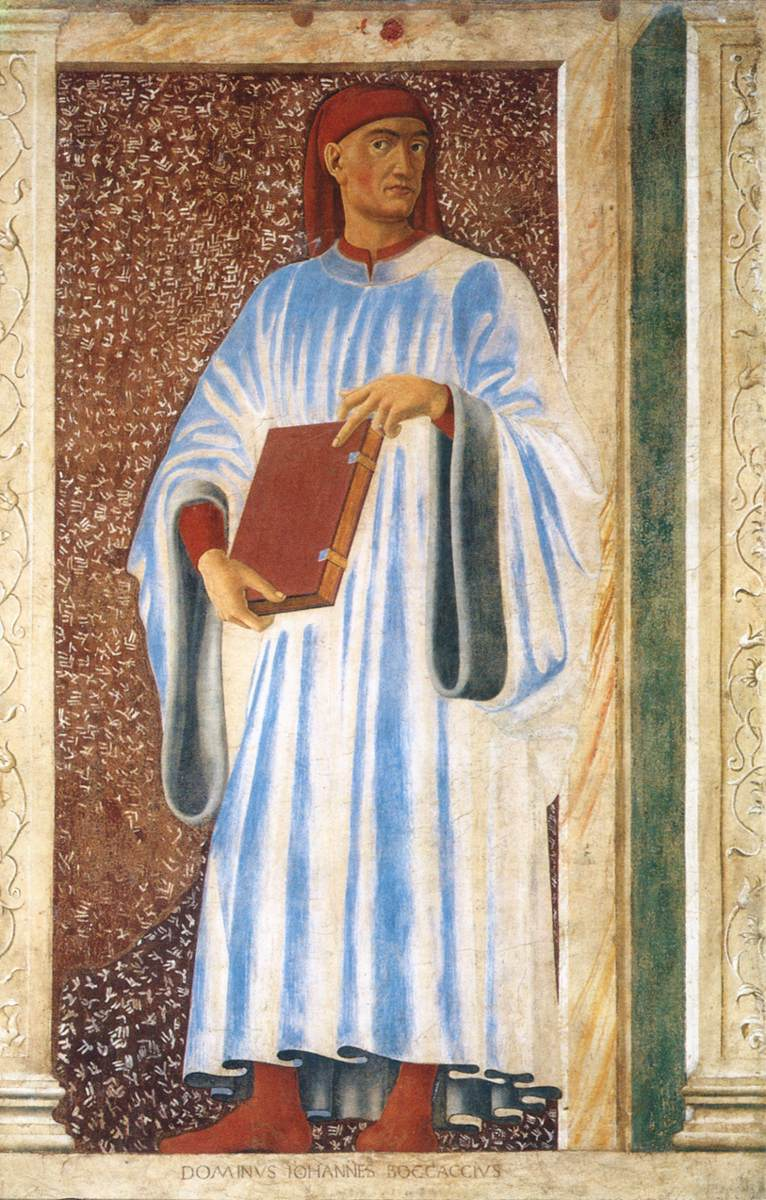
喬萬尼·薄伽丘

喬萬尼·薄伽丘與但丁、彼特拉克並稱文藝復興三傑。喬萬尼·薄伽丘代表作《十日談》辛辣地嘲諷教會的腐敗、墮落和僧侶的虛偽、狡詐，抨擊封建特權，批判禁欲主義，歌頌愛情、幸福追求，是一部抒發文藝復興初期自由思想的傑作。《十日談》在描寫生活、刻畫心理、塑造人物、安排故事、運用語言上都有獨到成就，奠定義大利散文的基礎。《十日談》對西歐現實主義文學發生很大影響，開創歐洲近代短篇小說形式。 
彼特拉克和薄伽丘推動人文主義的傳播。從14世紀下半葉至15世紀中葉，義大利出現研究古典文化的熱潮，人文主義在文學、詩學、史學、科學等領域佔據了主導地位。人文主義引起一些城邦君主注意，他們廣泛招攬詩人、藝術家、學者。佛羅倫薩洛倫佐·德·梅迪西以藝術庇護者的姿態出現，在宮廷中形成人文主義中心。其中最重要的詩人波利齊亞諾的《比武篇》反映人文主義者對田園詩世界的嚮往。詩人浦爾契採用騎士傳奇的題材，從民間文學中汲取營養，創作一部詼諧長詩《摩爾干提》。詩人博亞爾多的長篇傳奇敘事詩《熱戀奧蘭多》讚美騎士式的愛情，對騎士制度的沒落流露出惋惜之情。桑納扎羅田園小說《阿卡迪亞》對於歐洲田園小說和田園詩的發展有深遠的影響。
16世紀的主要作家是阿里奧斯托、馬基雅維利和塔索。阿里奧斯托早年寫過詩歌、喜劇，他的長篇傳奇敘事詩《瘋狂奧蘭多》在情節上承接博亞爾多的《熱戀的羅蘭》，但目的不在描繪騎士傳奇，而是藉助騎士冒險故事，反映義大利現實生活，抒發人文主義思想。《瘋狂的羅蘭》對外族侵略者和封建君主的抨擊，使作品具有現實意義，為歐洲敘事詩發展開拓道路。 
塔索創作具有文藝復興運動走向衰微時代的鮮明特徵。15世紀下半葉，法國、西班牙入侵義大利。16世紀，義大利陷於內訌和戰爭，許多城邦的君主實行封建割據。土耳其的崛起使義大利同東方的貿易中斷。義大利的經濟遭到嚴重打擊，向封建農業倒退，天主教鎮壓宗教改革和文化領域的自由思想。塔索的敘事長詩《被解放的耶路撒冷》表現基督教信仰的力量，是反映人文主義思想在當時歷史條件下危機的作品。文學家布魯諾、康帕內拉在文藝作品中宣傳自由思想和唯物主義，批判基督教神學和封建偏見。義大利文藝復興運動在16世紀末宣告結束。

## 17至18世紀
賈姆巴蒂斯塔·馬里諾長期在宮廷服務，作品迎合貴族階級的需要和趣味。他的抒情詩、長詩，綺麗浮華，被稱為馬里諾詩派，於17世紀風靡一時。 
17世紀末葉，義大利出現阿卡迪亞詩派，反對馬里諾詩派逃避生活、華而不實的詩風，主張以古典詩歌為楷模，創造自然、樸實詩歌。彼得羅·梅塔斯塔齊奧早年是阿卡迪亞詩派，但他不拘一格，兼收並蓄，把希臘悲劇、古典主義悲劇和田園劇的特點，引進以詠唱為主的歌劇，在歌劇腳本中融合了戲劇、詩歌、音樂的因素，側重描寫理性與情感的衝突，刻劃英雄人物的性格和感情。他的改革對義大利和歐洲歌劇和戲劇的發展作出了貢獻。 朱澤培·帕里尼的抒情詩，以愛情、維護人的尊嚴為主題，嘲諷貴族階級的驕奢淫逸、空虛庸碌。 
啟蒙主義作家維多里奧·阿爾菲耶里創作譴責封建專制、讚揚法國資產階級革命的詩歌。他對悲劇進行改革，把悲劇當作宣傳啟蒙思想的工具，採用歷史題材和《聖經》故事，以精練的語言，抨擊封建暴政，描寫平民的英雄行為，宣傳自由、共和思想。卡爾洛·哥多尼對即興喜劇進行革新，創造風俗喜劇。他要求喜劇破除三一律和對古人的崇拜，以生活為源泉，反映現實，發揮道德教育作用。哥爾多尼的許多喜劇把下層人民置於舞台的中心，鞭撻封建貴族的敗行劣跡、腐朽墮落，歌頌普通人的才智、品德和愛國精神，批判封建主義思想，反映勞動人民的生活，體現出鮮明政治傾向，民主思想。

## 19世紀

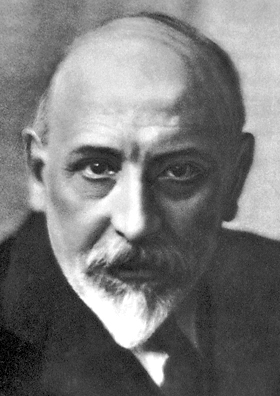
路伊吉·皮兰德娄

浪漫主義作家烏戈·福斯科洛（Ugo Foscolo）、西爾維奧·佩利科（Silvio Pellico）把歌詠愛情與愛國思想結合，號召義大利復興。詩人溫琴佐·蒙蒂讚美資產階級革命。 
喬萬尼·白爾謝認為浪漫主義文學應該是民族文學，反映時代精神和思想感情。他的詩歌揉合古典抒情詩和民間詩歌，激奮昂揚，鏗鏘有力，在民族復興運動中廣泛流傳。方言詩人卡爾洛·波爾塔的詩歌為浪漫主義辯護，抨擊封建貴族和教會僧侶，表達民族復興運動群眾的感情。
亚历山达罗·孟佐尼的詩歌歌頌自由、獨立，讚美在燒炭黨起義中英勇捐軀的戰士，歷史小說《約婚夫婦》描寫17世紀西班牙，一對鄉村青年男女的曲折遭遇，反映19世紀民族復興運動的精神，孟佐尼也推動民族復興運動文學的發展。朱澤培·朱斯蒂詩歌與伊波利托·涅沃（Ippolito Nievo）長篇小說《一個義大利人的自白》皆受其影響。 
浪漫主義詩人賈科莫·萊奧帕爾迪把對苦難祖國的摯愛和變革現實的熱烈憧憬傾注在詩。他的許多詩歌和對話充滿對社會的憤懣、人民力量脆弱的悲嘆、理想破滅的失望，格調哀婉憂傷。萊奧帕爾迪的詩歌繼承古希臘和文藝復興詩歌的傳統，格律自由多變，形象豐滿，描繪心理細緻。詩人喬蘇埃·卡爾杜齊的作品洋溢著緬懷古代、哀嘆義大利不幸。
卡洛·科洛迪的《木偶奇遇記》(1880)是世界最優秀的兒童文學作品之一。愛德蒙多·德·亞米契斯的《愛的教育》和其他反映教師生活、學校、社會關係的作品產生廣泛的影響。
路伊吉·皮兰德娄的早斯創作受到真實主義的影響。他的長篇小說（《六個尋找作者的劇中人》，《亨利四世》以人與現實、自我、假面的衝突為主題，打破傳統戲劇的規範，描寫荒誕不經的環境里發生的荒誕不經的事件，表現置身於紊亂的客觀現實里的人，被迫戴上種種「假面」，在虛幻中尋求真實，卻由此永遠失去自我，被現實所拋棄。
伊塔洛·斯韋沃的小說與皮蘭德婁的怪誕劇相似，他摒棄傳統小說的描寫手法，讓人物直接表露自己的潛意識和心理活動，塑造在現實生活中走投無路的孤獨、變態的現代人的形象。

## 20世紀

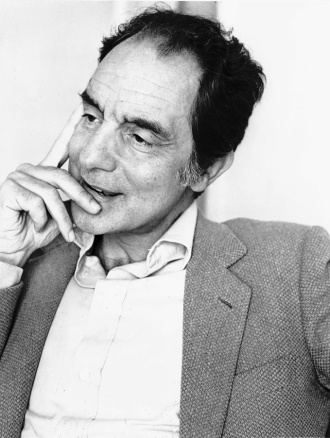
伊塔羅·卡爾維諾

奧納爾多·莎沙擅長寫社會政治小說，揭露社會黑暗勢力的罪行，對統治集團和政治黨派予以抨擊。迪諾·布扎蒂的作品具有超現實主義特徵，通過神秘事件影射人與社會、人與人之間，人的惶惑、恐懼的本能和的災難的痛苦。埃爾薩·莫蘭泰以細膩的心理分析見長，把寫實同象徵的手法熔於一爐，表現暴力在人的心靈上留下的深刻烙印，飽含對人的生活經歷的再思索。 
奧蒂耶羅·奧蒂耶里的小說、雜文描寫工業發展對人的摧殘。保羅·沃爾波尼敘述現代工業社會的衝突和人試圖擺脫被機器異化的努力。維多里奧·塞雷尼是隱逸派詩人，戰後在皮雷利集團任職，他的詩歌訴說龐大、無情的工業齒輪對人的心靈造成的創傷。
瓦斯科·普拉托利尼（Vasco Pratolini）透過少年的觀察、感受，描寫社會生活，早年的作品可以看出藝術散文的痕迹。《苦難情侶》（1947）、《麥泰洛》（1955）受到新寫實主義的影響，描寫義大利工人運動發展、生活、愛情及反對法西斯的英勇鬥爭。埃利奧·維多里尼把現實主義的描繪與抽象觀念結合，試圖從道德的角度揭示法西斯政權的本質，表現「人性」與嚴酷現實的衝突。他的作品無論是用寫非英雄人物的手法來表現抵抗運動，或藉助離奇的情節來反映當代社會裡人被異化的現象，都蘊含著對人和社會命運的沉思。切扎雷·帕韋澤的詩歌和小說，抒發對鄉土、童年的摯愛和對生活的追求，披露人在虛偽、墮落的社會裡絕望的孤獨，貫串著對人生歸宿的痛苦的反省。 
喬爾喬·巴薩尼是一位出身猶太人家庭的作家，他的小說以抒情的筆觸，描寫故鄉費拉拉人失去歡樂的生活，敘述猶太人在戰爭和法西斯統治時期的苦難。西西里作家朱塞佩·托马西·迪·兰佩杜萨的小說《豹》通過一個貴族家庭的衰敗，表現民族復興運動在西西里激起的波瀾，封建貴族階級的沒落。 
阿爾貝托·莫拉維亞把敏銳的目光主要投向資產者的精神世界，以嫻熟的技巧，鋒利的解剖，深刻地暴露資產階級日益喪失理想，陷入無可挽救的思想危機，展示出西方富裕的物質生活與貧乏精神生活的矛盾。莫拉維亞受到弗洛伊德學說、抵抗運動和新現實主義的影響。阿爾貝托·莫拉維亞最著名的小說包含《煩悶》、《羅馬女人》、《同流者》。
伊塔羅·卡爾維諾幻想和寓言作品的創作，包含《分成兩半的子爵》（1952）、《樹上的男爵》（1957年）、《不存在的騎士》（1959年）。《宇宙連環畫》（1965年）對宇宙創造和進化的意識流敘述；《看不見的城市》（1972年）、《命運交織的城堡》（1973年）和《如果在冬夜，一個旅人》（1979年），使用遊戲般創新的結構和多變的視點，目的是考察機會、巧合和變化的本質。